# Новый Донбасс (Снежное)
Но́вый Донба́сс — город (с 1938 года) районного подчинения в Снежнянском районе, Сталинской области. 30 декабря 1962 года включен в черту города Снежное. Ныне поселок шахты 18, часть города Снежное.

## Экономика

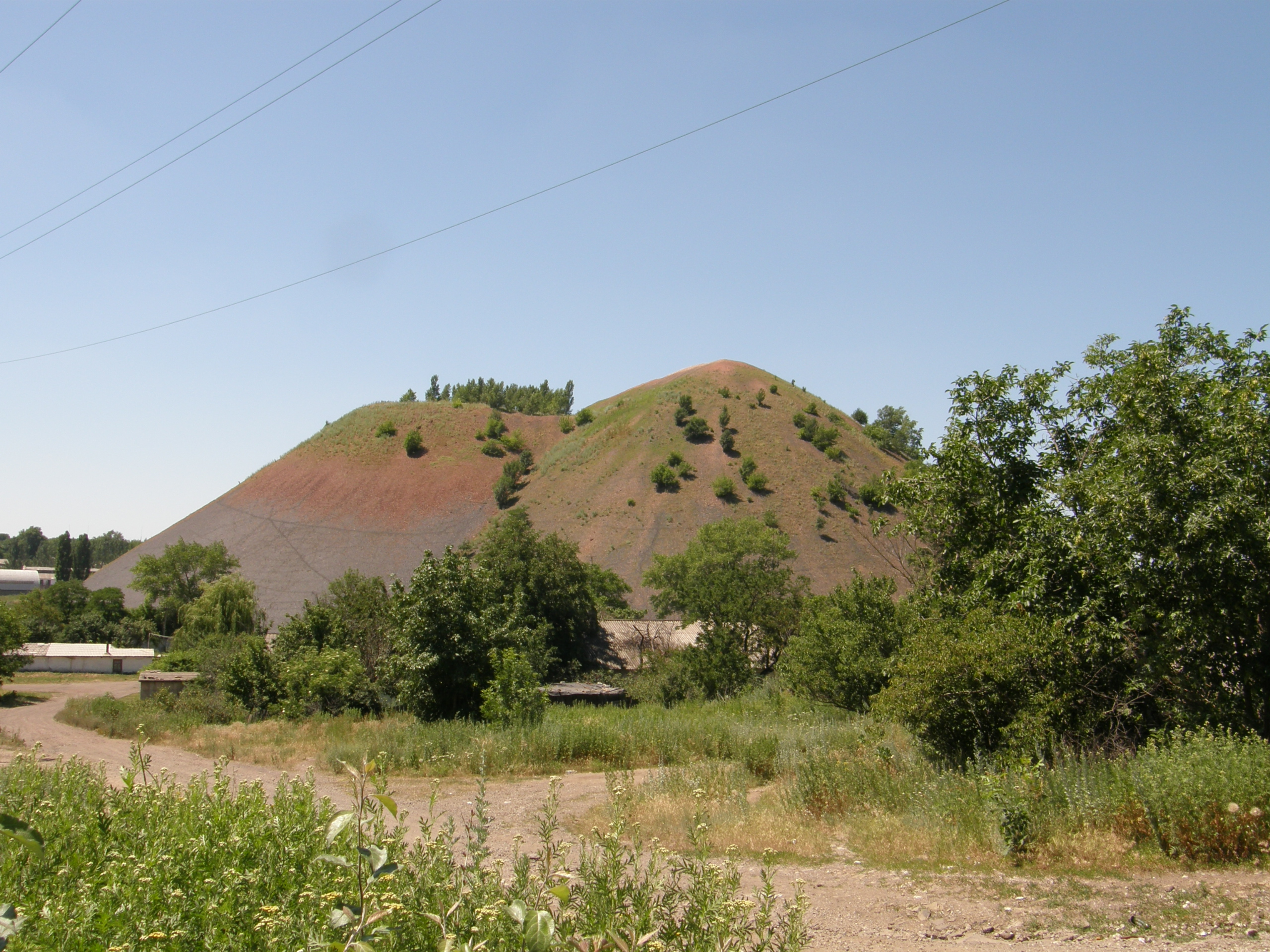
Террикон шахты «Американка» (шахта 18)

В 1927 году была заложена, а через три года — частично сдана в эксплуатацию самая большая для того времени шахта 18 — «Американка». Своё наименование шахта получила в честь технологии разработки, полученной у американцев. Проектная мощность составляла 1200 тыс. тонн антрацита в год.. По другим данным до 5000 тыс. тонн. В строительстве шахты и возведении поселка принимали участие немцы. Впоследствии шахта была удостоена ордена Ленина и стала называться «Ордена Ленина имени Сталина шахта № 18».
В 1927 году началось возведение жилых домов, преимущественно двухэтажных домов на 4 и 8 квартир. По улицам Ленина, Сталина, Стаханова и прилегающим к ним возведены дома американского типа для руководства и ведущих специалистов шахты.
В начале февраля 1929 года президиум Луганского окрисполкома постановил организовать на шахте «Американка» поселковый совет под названием «Новый Донбасс», который территориально объединял несколько близлежащих к «Американке» шахт .
С 1954 по 1959 год партбюро шахткома профсоюза и управление шахты издавало газету «За комплексную механизацию»

## Социальная сфера
В 1927 году была построена средняя школа. На сегодняшний день Общеобразовательная школа І-ІІІ ступеней № 5 г. Снежное.
В поселке Новый Донбасс в 1936 году построили дворец культуры, поликлинику, магазин «Ударник»
По данным переписи 1939 года в Новом Донбассе проживало 12551 человек.

## Великая Отечественная война

Братская могила № 11 (ул. Сталина-Новотко)

Город оставлен частями Красной Армии 31 октября 1941 года.
18 мая 1943 года комендатура города Новый Донбасс издала распоряжение о обязательном ношении жителями повязки с номером под угрозой расстрела.
За время оккупации население сократилось почти в 6 раз — с 15 тысяч человек до 2,7 тыс.
Освобождён от немецко-фашистских захватчиков 2 сентября 1943 года войсками Южного фронта в ходе Донбасской стратегической наступательной операции.

### Части, участвовавшие в освобождении города
Южный фронт (генерал-полковник Толбухин Фёдор Иванович):
- 5-я ударная армия (генерал-лейтенант Цветаев Вячеслав Дмитриевич):
  - 55-й стрелковый корпус (генерал-майор Ловягин Петр Ермолаевич):
    - 126-я стрелковая дивизия (полковник Казарцев Александр Игнатьевич);
    - часть сил 87-й стрелковой дивизии (подполковник Иванов Георгий Степанович).

В городе Новый Донбасс, по адресу улица Ленина(сегодня ул. Терешковой) дом 16 квартира 1, жил Герой Советского Союза Жердий Евгений Николаевич. Школа, в которой он учился, носила имя героя.

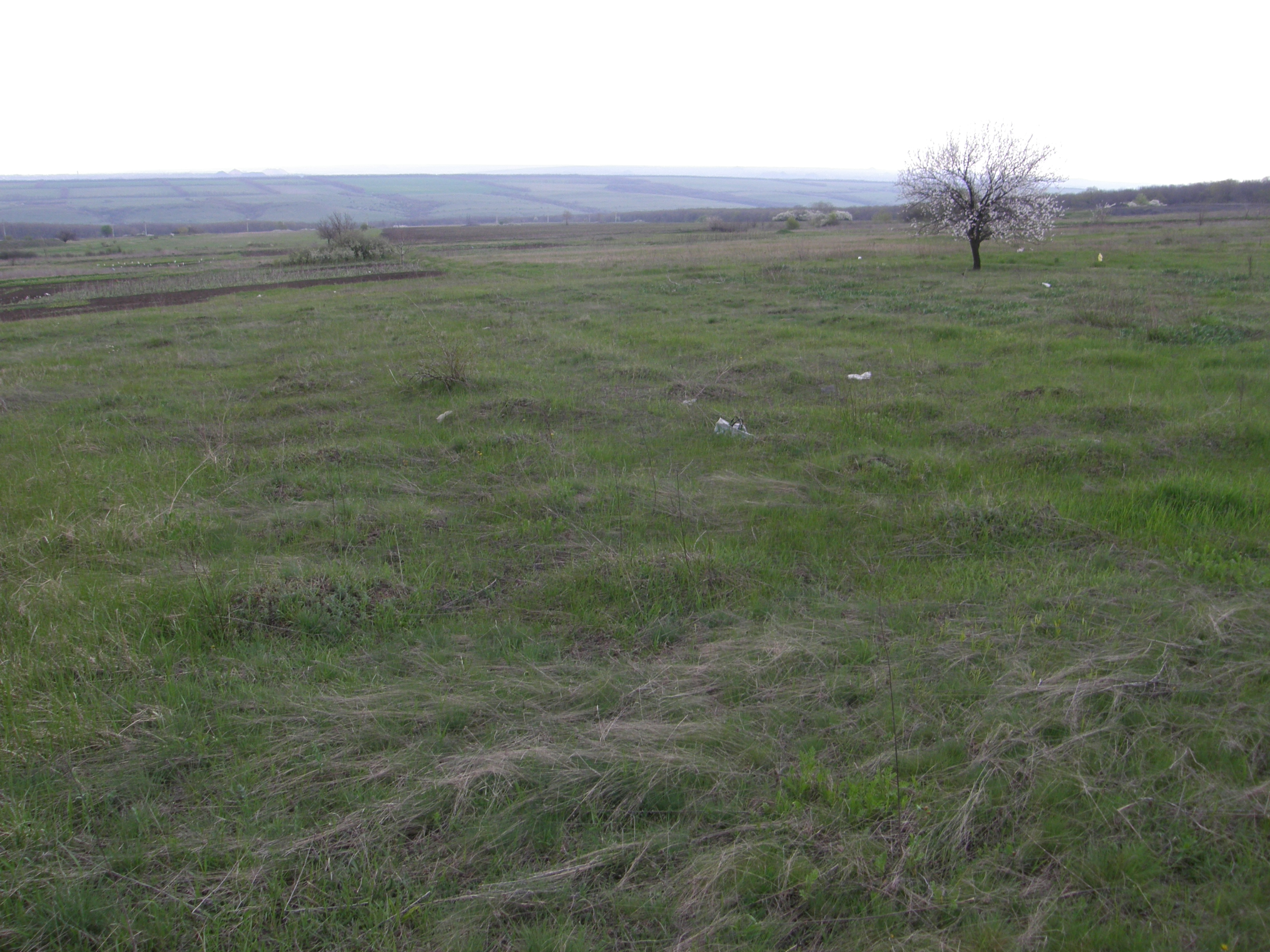
Кладбище венгерских военнопленных

После ВОВ на территории города Новый Донбасс располагался лагерь венгерских военнопленных (ныне ул. Ермоловой). Умершие военнопленные венгры хоронились в стороне от жилого массива города (неподалёку от современного гаражного кооператива). На сегодняшний день кладбище военнопленных насчитывает порядка 300 могил. Опознавательные знаки отсутствуют.

## Достопримечательности
- ОШ I—III ст. № 5 (ул. Терешковой) ГПШа (горнопромышленная школа) №12 (улицу не помню)
- ДК имени Крупской (ул. Маковского)
- Братская могила № 11 воинов ВОв (ул. Новотко)
- Памятник воину освободителю (ул. Маковского)
- Кладбище венгерских военнопленных
- Памятник В. И. Ленину
- Старый пожарный гидрант американского типа

## Улицы города
- Ленина — Терешковой[7]
- Сталина — Новотко
- Стаханова — Грибоедова
- Шахтная
- Кладбищенская
- Папанина
- Железнодорожная
- Комсомольская
- Фрунзе
- Островского
- Хрущева

## Личности
- Жердий Евгений Николаевич, Герой Советского Союза
- Ксёнзенко Валерий Петрович, председатель наблюдательного совета АБ «Банк регионального развития», президент инвестиционно-строительной корпорации «Мисто»
- Кузьменко Людмила Петровна, Заслуженный журналист Украины
- Путилин Степан Романович, Герой Социалистического труда, навалоотбойщик шахты № 18 имени Сталина
- Ракитский Валерий Иванович, начальник Главного управления Государственного казначейства Украины в Донецкой области
- Шацких Виктор Митрофанович, журналист, писатель

## Фото города

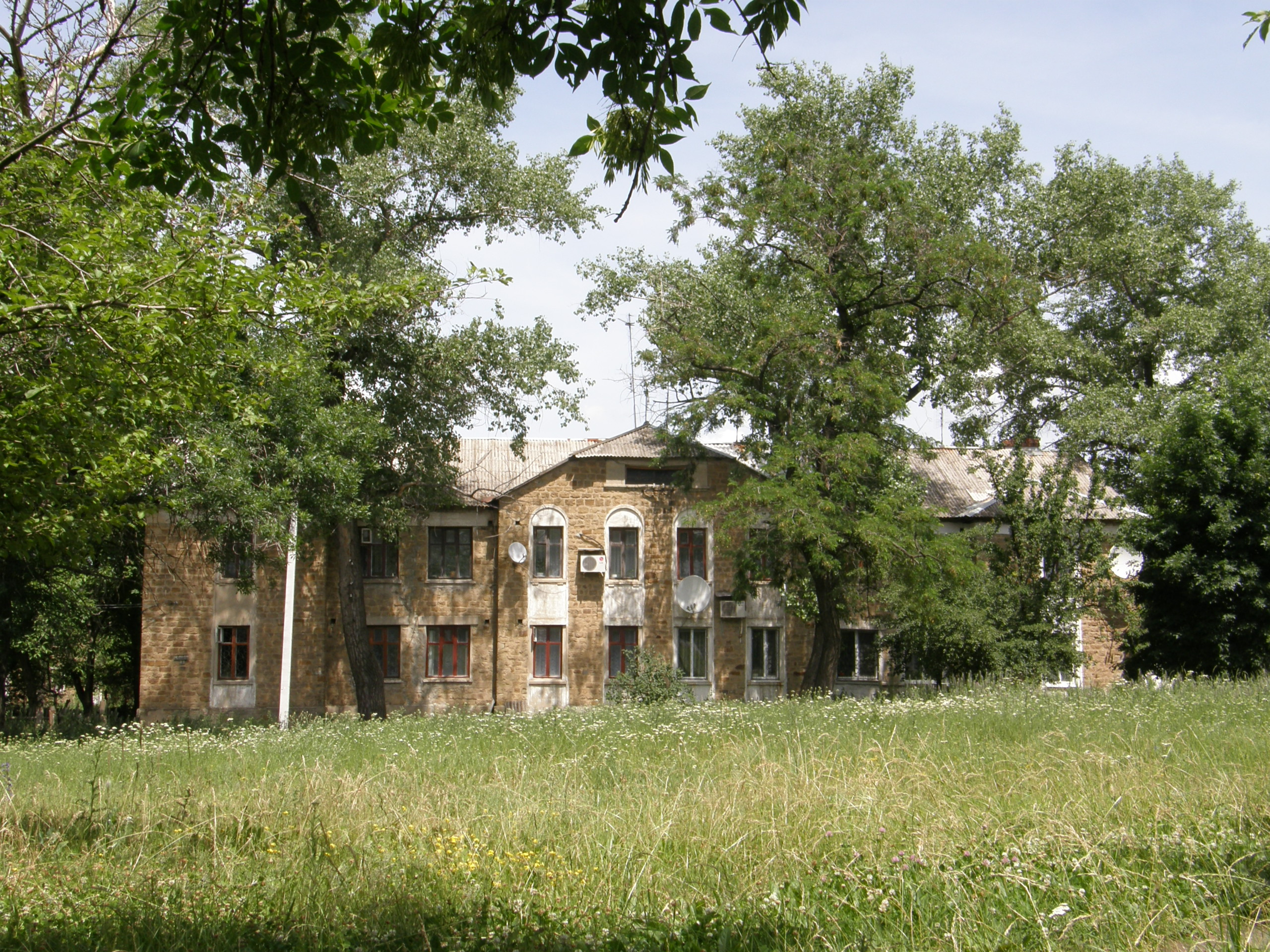
Типичный дом американской планировки (современная ул. Челябинская)(1928)
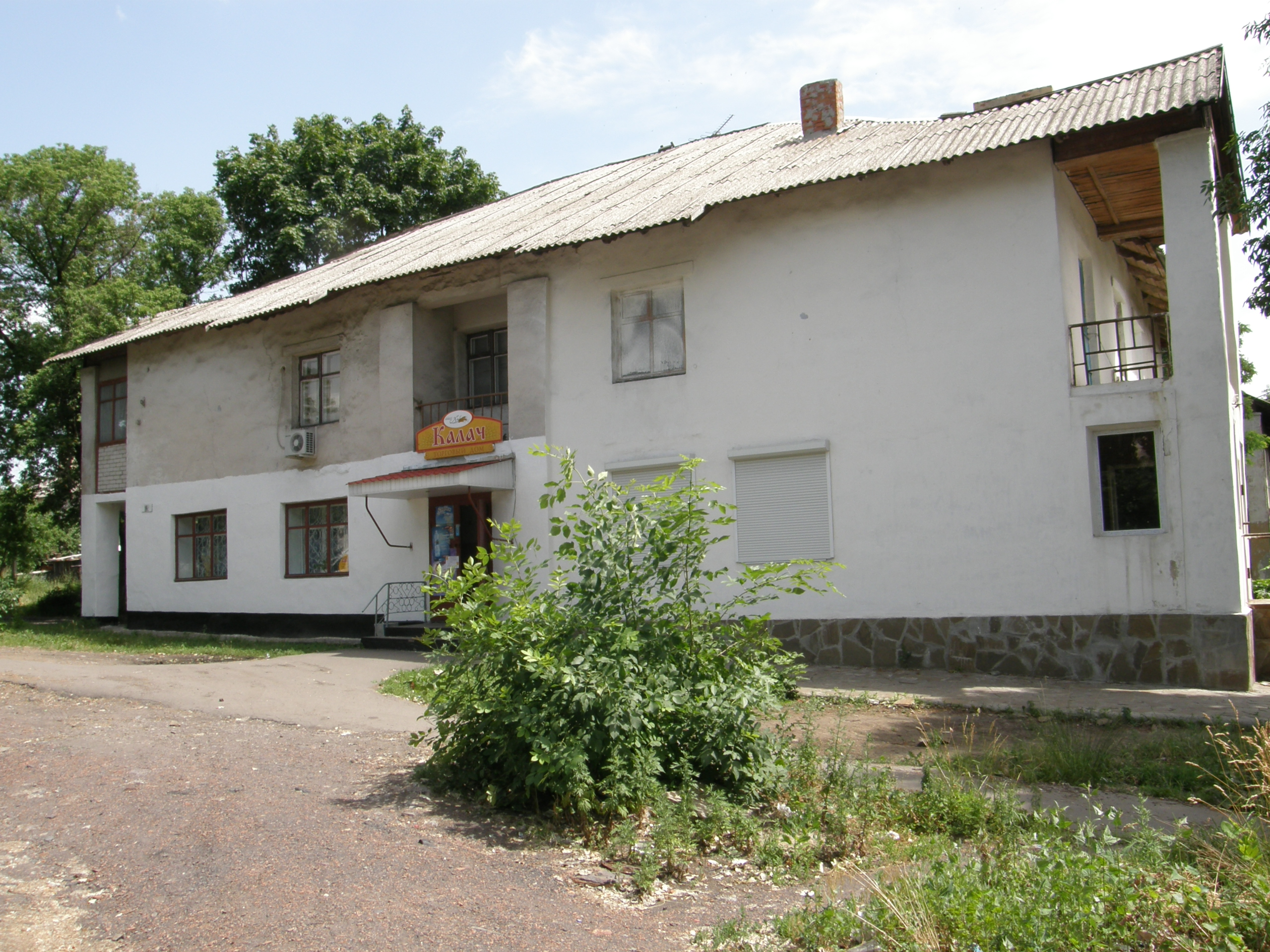
Дом Героя Советского Союза Жердия Е.Н.
Гастроном "Ударник" (1936)
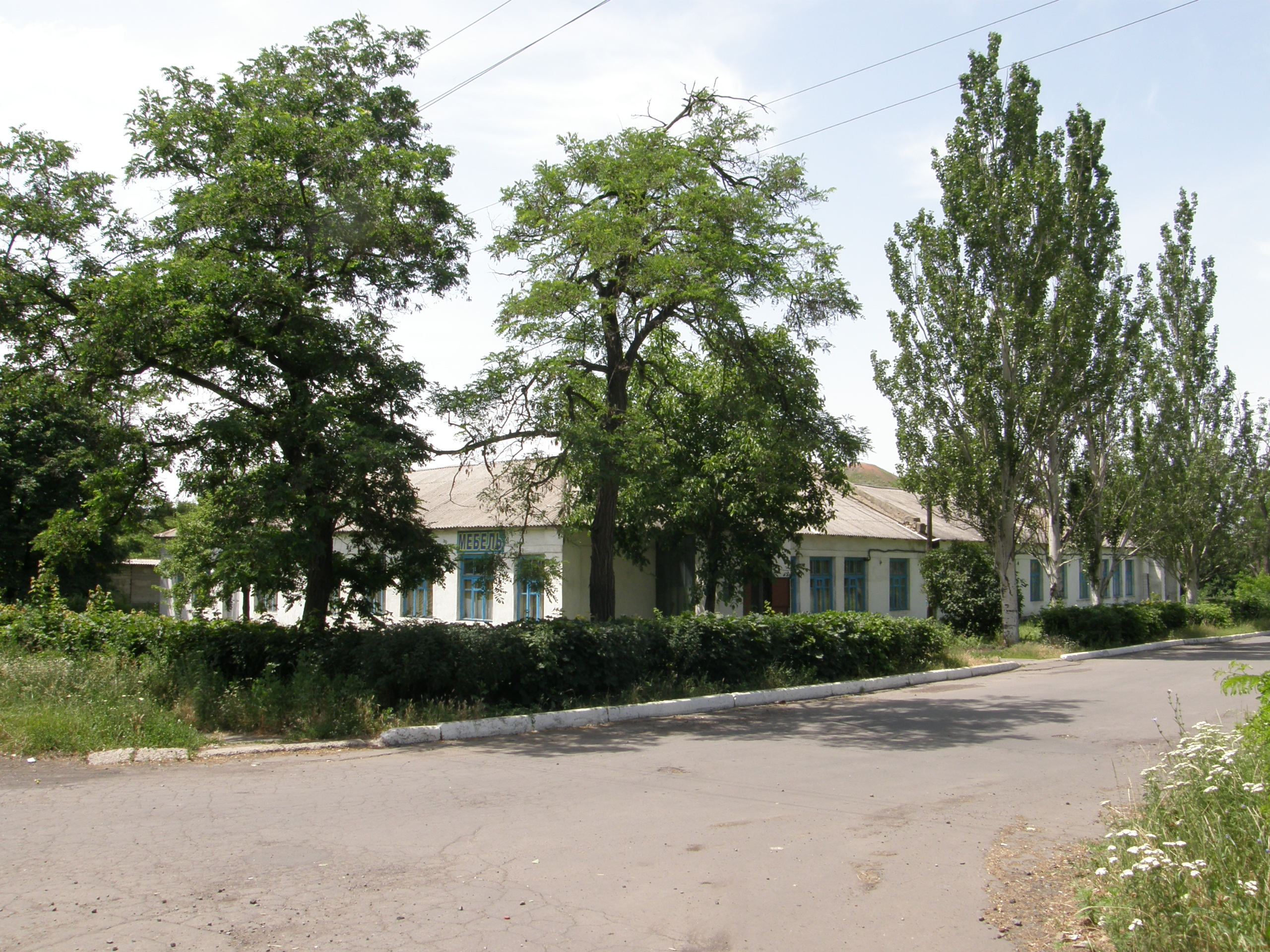
Здание поликлиники(1936)